# Hatschekia harkema
Hatschekia harkema är en kräftdjursart som beskrevs av Arthur Sperry Pearse 1948. Hatschekia harkema ingår i släktet Hatschekia och familjen Hatschekiidae. Inga underarter finns listade i Catalogue of Life.